# Scrobicularia
Genre
Synonymes
- Arenaria Megerle von Mühlfeld, 1811
- Calcinella Deshayes, 1830
- Lavigno Récluz in Chenu, 1845
- Lavignon d'Orbigny, 1843
- Lavignonus Férussac, 1822
- Ligula Montagu, 1808
- Listera W. Turton, 1822
- Lutricola Blainville, 1824
- Martinea Bucquoy, Dautzenberg & Dollfus, 1898

Scrobicularia est un genre de mollusques bivalves. Ces espèces sont souvent appelées lavignons

## Liste des espèces
Selon World Register of Marine Species (1er juin 2016) :
- Scrobicularia cottardii (Payraudeau, 1826)
- Scrobicularia plana (da Costa, 1778)